# Magyarvalkó
Magyarvalkó (románul Văleni) falu Romániában Kolozs megyében.

## Nevének eredete
Neve a szláv vlk (= farkas) főnévből származik.
Első írásos említése az 1291–1296 közötti időkre tehető, a Benedek rendi váradi püspök részére beadott gabonatized alapján: „ in Wolkou XX. Cap”. A későbbi évszázadokban is felbukkan a település neve akkori írásokban, 1297-ben „Walkou, 1337-ben Valta („Gregorius sacerdos de villa Valta solvit Il grossos”), 1361-ben Wolko („Nicolaus filius Pauli nobilis de Wolko”) és 1487-ben Walko („Johannes plebanus de Walko filius Raphaelis de dicta Walko”) néven.
1839-ben Magyar-Valkó, Velkeou, Vilkeou, 1863-ban (és 1890-ben) Magyar-Valkó, Velkeu, 1873-ban (és 1880-ban) Valkó (Magyar-), Valkeu, 1920-ban Vălcăul ung.

## Fekvése
Bánffyhunyadtól 13 km-re délkeletre fekszik.

## Története
1249-ben említik először. A falu és környéke a Valkai család (kőbe faragott címerük a templomban látható) birtoka volt. Egész vagyonukat az egyházra hagyták, így az a ritka eset alakult ki, hogy itt az egyház tartotta el a híveit és nem fordítva.
Itt található Erdély egyik legfestőibb román kori református temploma. A magyarvalkói templom 1261-ben épült. A szentély 1452-ben készült, amit egy kőtábla is jelez. A templomot a reformáció győzelme után a15. században újjáépítették és kibővítették, majd a 17. században kőfallal látták el, melyet kis tornyokkal erősítettek meg. A templomot övező kettős védőfal közül a belső teljesen, a külső részben ma is fennáll.
Kazettás mennyezete 1778-ban készült, Umling Lőrinc és fia készítette, az ajtók festett tulipán- és rózsamotívuma Kelemen Márton, míg a szószék Sipos Dávid munkája (Kelemen Lajos szerint azonban a szucsági kőfaragó, Süveges mester készítette).
A templom legénykarzatának alsó padozatát részben az Umlingok működését megelőző időkből származó festett kazetták és díszített pallók borítják. Az átfestés nélküli táblák a 17. század végén, 18. század elején keletkezhettek. A kalotadámosi és bánffyhunyadi kazettákkal való hasonlóság alapján feltételezhető, hogy - a segesvári képíró - Felvinci mester munkái.
A templom 1974-75-ös általános felújításakor találták meg azt a csontkamrát, mely a tatárdúlás áldozatainak maradványait rejtette. Kopjafás közös sírjuk a cinteremben áll, Vasvári Pál kopjafájával együtt. Érdekessége az épületnek a cinterem falában található dombormű, mely egy turbános kecskeszakállas férfit ábrázol.
A dombtetőn álló, kopjafás temetőn keresztül megközelíthető.
A magyarvalkói régi ortodox templom 1780-ban épült és 1931 óta Egeresen található.

## Lakossága
1850-ben 607 fős lakosságából 403 fő magyar, 200 fő román és 6 fő cigány. 1900-ban 2110 főre duzzadt a lakossága, mivel 1898-ban a faluba olvadt Jósikafalva település, ami aztán 1910-ben külön vált. Így átmenetileg román többségű faluvá lett, 1239 fős román lakosságával. 1910-ben 1148, többségben magyar lakosa volt, jelentős román kisebbséggel. A trianoni békeszerződésig Kolozs vármegye Bánffyhunyadi járásához tartozott.
1930-ban különvált Dealu Negru település is. A második világháború alatt (1941) 922 fős lakosságából 622 fő magyar. 1992-re 455 főre apadt lakosságból 335 fő magyar és többi 120 fő román.
1850-ben 402 fő református, 1 lélek római katolikus, román lakossága ortodox. A századfordulós közigazgatási változások miatt ortodox lakossága 1219 főre duzzadt (1900-ban 26 fő görögkatolikus, 102 fő római katolikus, 654 fő református, 11 fő evangélikus, 3 unitárius, 94 izraelita). 1992-ben 328 fő református, 4 fő római katolikus, 2 fő baptista és a románok ortodox hitűek.

## Események, rendezvények
- 2008. július 18-20. között rendezték az első Magyarvalkói Napok rendezvényt, azzal a céllal, hogy összefogják a falu magyar közösségét, valamint felhívják a figyelmet a kihalófélben lévő néphagyományokra, illetve elősegítsék a térség kulturális életének fellendülését.
- 2009. február 15-én magyarvalkói székhellyel megalakult a Valkai Kulturális Egyesület.
- 2009. július 17-19. között rendezték a Valkai Kulturális Egyesület szervezésében a második Magyarvalkói Napokat.
- 2010. július 16-18. között rendezték a harmadik Magyarvalkói Napokat.
- 2011. július 15-17. között rendezték a negyedik Magyarvalkói Napokat.
- 2012. július 20-22. között rendezték az ötödik Magyarvalkói Napokat.

## Híres emberek
- Itt élt Valkai András unitárius pap, históriás énekszerző a 16. században.
- Magyarvalkónak jeles történetíró papja volt Mihálcz Elek és a két világháború között Kónya Gyula, kinek házánál magyar írók és művészek többször találkoztak.
- 1899-ben született Magyarvalkón Miháltz Pál Munkácsy-díjas festőművész, aki képzőművészeti tanulmányait 1918-ban kezdte el a Képzőművészeti Főiskolán. 1930-tól Szentendrén dolgozik, itt alakította ki önálló színekben gazdag, szimbolista stílusát is. 1946-59 között az Iparművészeti Főiskola professzora. 1988-ban hunyt el Budapesten.
- Kónya Gyuláné Schéfer Teréz, a költő Áprily Lajos feleségének testvére megszervezte a varrottasok terjesztését és értékesítését. Állandó szállítója volt a Kacsó Sándor író által Brassóban létrehozott Általános Gazdasági és Ipari Szövetkezet népművészeti boltjának, de népművészeti lerakatot létesített Kolozsvárt és Temesvárt is. Írásokban, versekben termékeny időszakot töltött Valkón maga Jékely Zoltán is, amiről Kalotaszegi elégia című kötete is tanúskodik.

## Képtár
- Képgaléria Magyarvalkóról a www.erdely-szep.hu honlapon

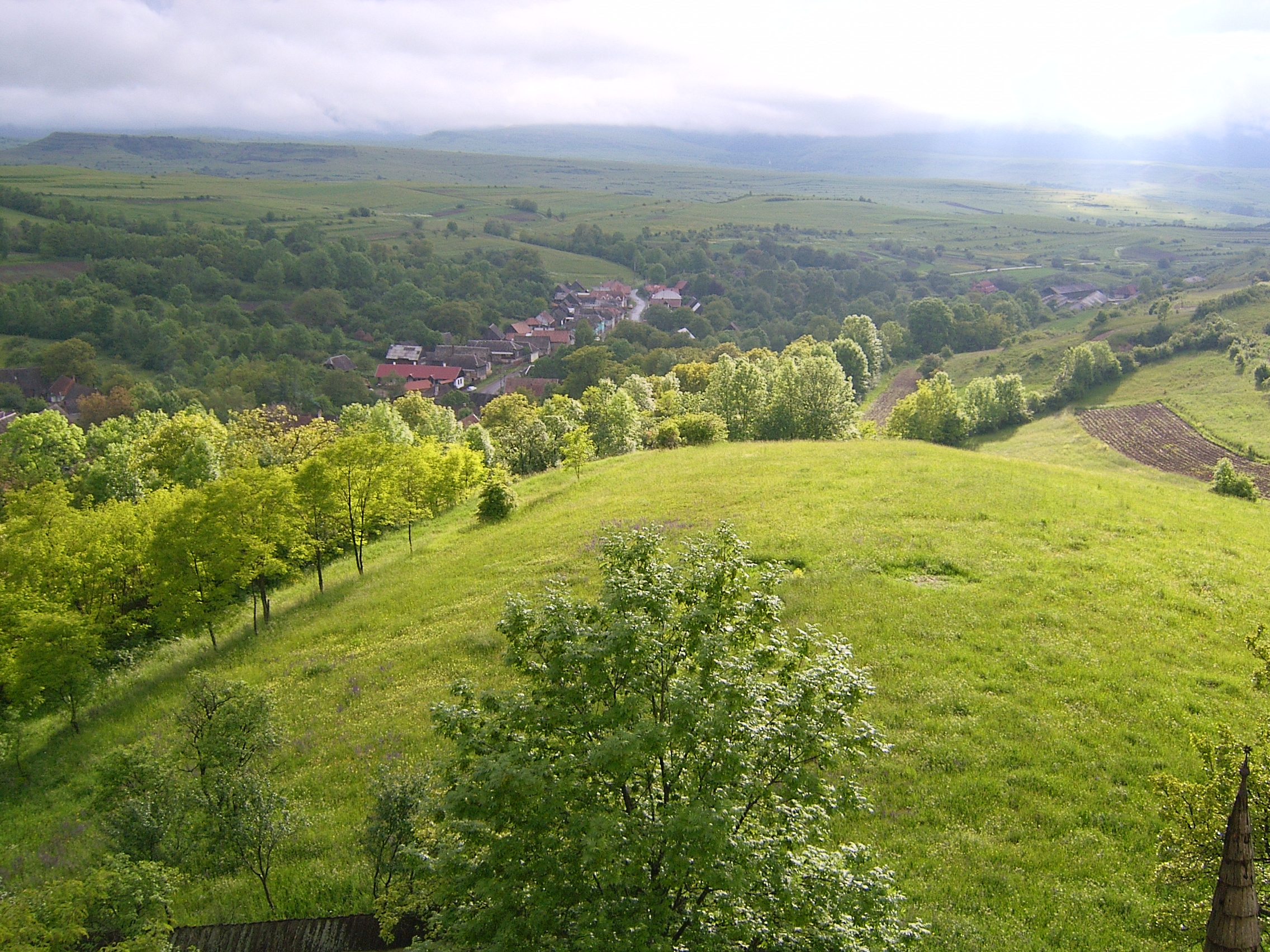
Magyarvalkó látképe
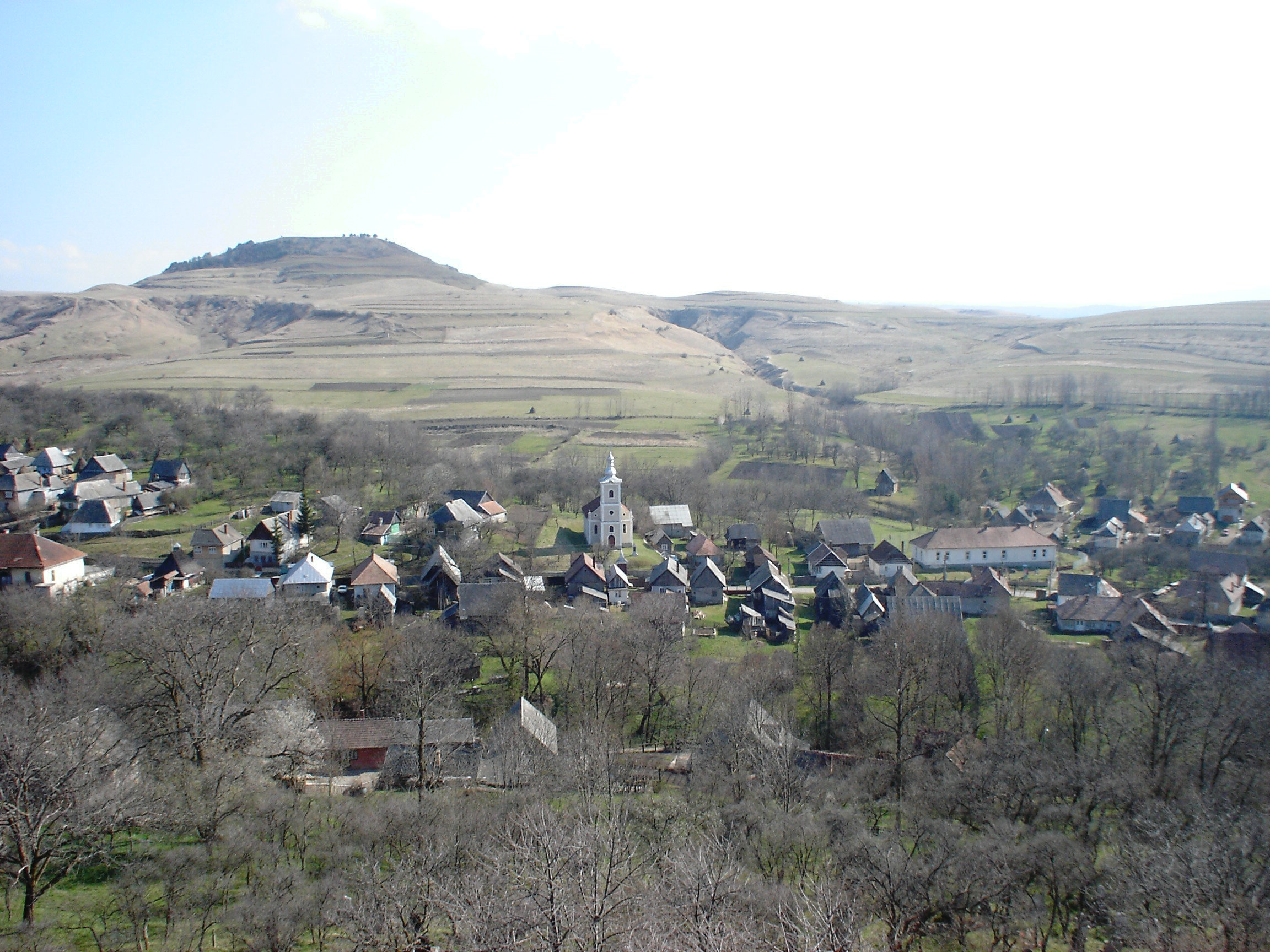
A falu
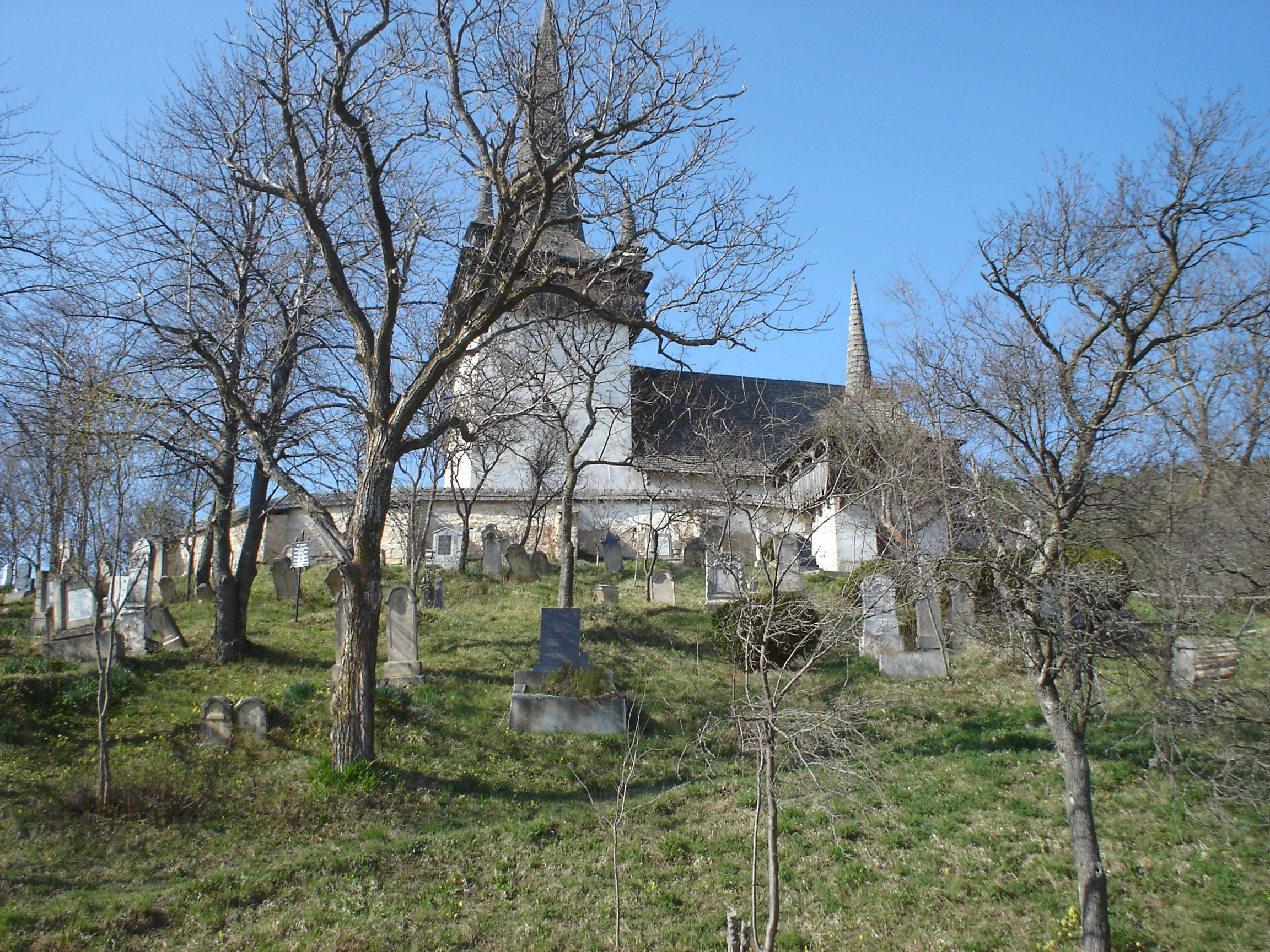
Temető és református templom
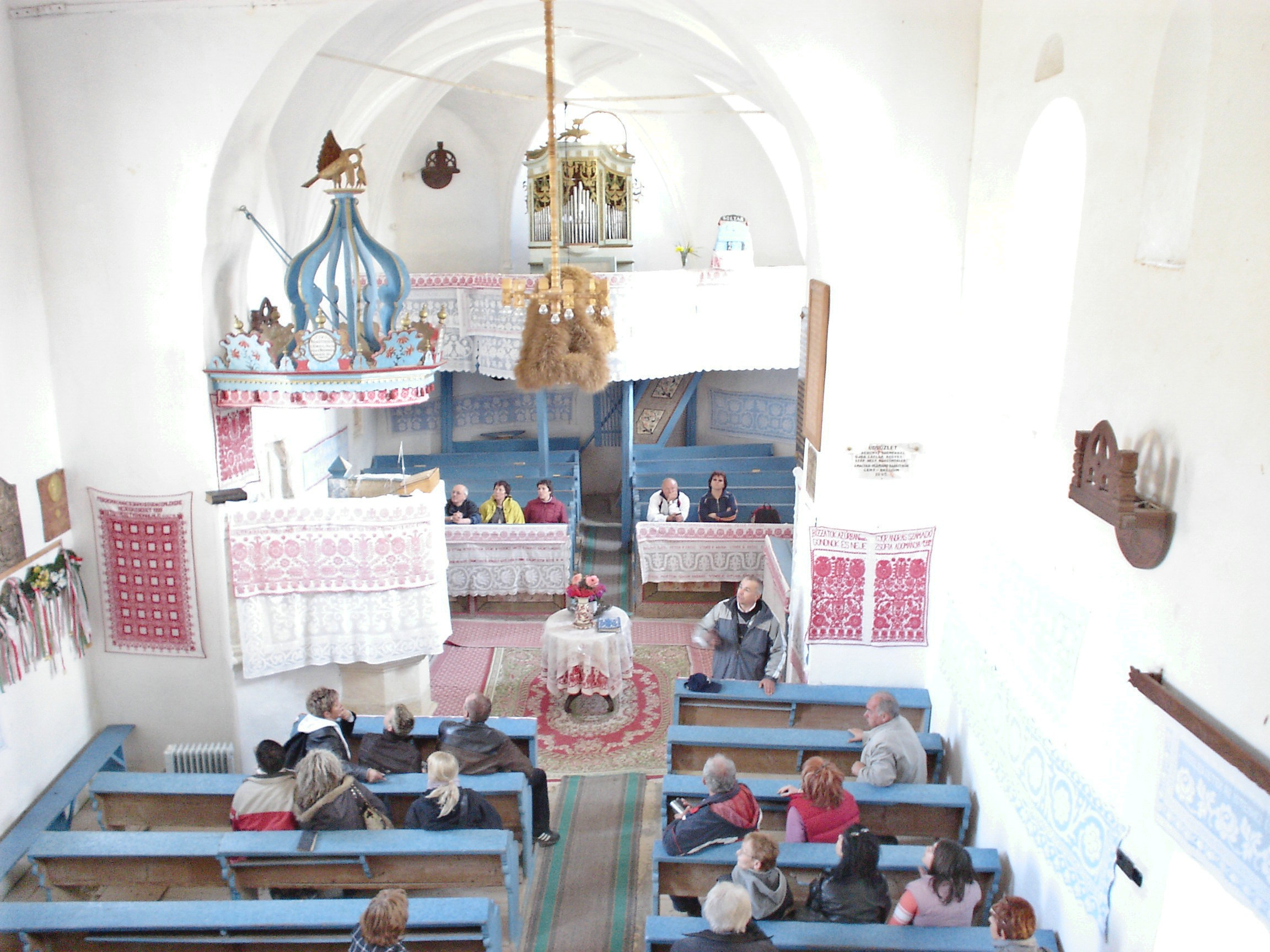
Református templom belseje